# Geeinte Mitte
Die Geeinte Mitte (deutsch für Jedynyj Zentr) ist eine politische Partei in der Ukraine. Sie ist formal eine Nachfolgerin der Partei des Privateigentums (Партія приватної власності), die am 24. September 1999 vom Justizministerium registriert wurde.
Die Partei wurde am 27. März 2008 als Geeinte Mitte in Kiew gegründet. Gründungsmitglieder waren im Wesentlichen ehemalige Mitglieder der Wahlallianz Unsere Ukraine – Nationale Selbstverteidigung (NU-NS). Das Parteipräsidium besteht aus Abgeordneten der NU-NS in der Werchowna Rada, dem ukrainischen Parlament. Zum ersten Vorsitzenden wurde der Parlamentsabgeordnete Ihor Kril gewählt. Geeinte Mitte unterstützte den ehemaligen ukrainischen Staatspräsidenten Wiktor Juschtschenko.
Bei einer Umfrage des Kiewer Internationalen Instituts für Soziologie erklärten im Oktober 2008 nur 0,1 % der Befragten, dass sie bei Parlamentswahlen für Geeinte Mitte stimmen würden. Bei den Parlamentswahlen 2012 konnte die Partei in der Oblast Transkarpatien 3 Direktmandate gewinnen und zog in die Werchowna Rada ein.

## Politiker
- Ihor Kril, Parteivorsitzender
- Oksana Bilosir
- Anatolij Rewenko
- Wiktorija Lisnytscha
- Borys Silenkow
- Ljudmyla Denysjuk
- Wiktor Bondar
- Wolodymyr Bondar
- Wassyl Petjowka
- Wiktor Baloha, ehemaliger Chef der Präsidialverwaltung